# Sunrise Sunset
Sunrise Sunset – debiutancka płyta Grażyny Auguścik. LP wydany w 1988 roku przez Polskie Nagrania (SX 2615). Ukazał się już po wyjeździe
piosenkarki do Stanów Zjednoczonych. 

## Muzycy
- Grażyna Auguścik – śpiew
- Artur Dutkiewicz – fortepian, instrumenty klawiszowe, perkusja elektroniczna (DMX eledrums)
- Piotr Biskupski – perkusja
- Witold Szczurek – kontrabas, gitara basowa
- Tomasz Szukalski – saksofon tenorowy

## Lista utworów
Strona A
| 1. | "Love" (Artur Dutkiewicz – Michael J. Stoneman)            | 5:40  |
|    |                                                            |       |
| 2. | "Frieze" (Artur Dutkiewicz)                                | 1:30  |
|    |                                                            |       |
| 3. | "Sun Will Bring You Back" (Artur Dutkiewicz – P. Rodowicz) | 5:30  |
|    |                                                            |       |
| 4. | "Lady Walking" (Artur Dutkiewicze)                         | 5:20  |
|    |                                                            |       |
|    |                                                            | 18:00 |
|    |                                                            |       |
Strona B
| 1. | "Sunrise Sunset" (Jerrold Lewis Bock – Sheldon Harnick)                        | 7:05  |
|    |                                                                                |       |
| 2. | "Money" (Artur Dutkiewicz – Michael J. Stoneman)                               | 5:30  |
|    |                                                                                |       |
| 3. | "Song of Hope" (Artur Dutkiewicz – Michael J. Stoneman)                        | 5:45  |
|    |                                                                                |       |
| 4. | "One Dress For My Man and Ten For Me" (Artur Dutkiewicz – Michael J. Stoneman) | 2:55  |
|    |                                                                                |       |
|    |                                                                                | 21:15 |
|    |                                                                                |       |

## Informacje uzupełniające
- Reżyser nagrania - Maria Olszewska
- Inżynier dźwięku - Anna Kazuń-Regulska
- Projekt graficzny - Antoni Rodowicz
- Łączny czas nagrań - 39:15